# Kelvin John
Kelvin Pius John (Morogoro, 10 giugno 2003) è un calciatore tanzaniano, attaccante dell'Aalborg e della nazionale tanzaniana.

## Carriera

### Club
Cresciuto nel settore giovanile del Genk, esordisce in prima squadra il 3 aprile 2022, disputando l'incontro di Pro League vinto per 5-0 contro l'Eupen.

### Nazionale
Ha giocato nelle nazionali giovanili tanzaniane.
Il 28 luglio 2019 ha esordito con la nazionale tanzaniana, giocando l'incontro pareggiato per 0-0 contro il Kenya, valido per le qualificazioni al campionato delle nazioni africane 2020.

## Statistiche

### Presenze e reti nei club
Statistiche aggiornate al 31 luglio 2022.
| Stagione        | Squadra         | Campionato      | Campionato | Campionato | Coppe nazionali | Coppe nazionali | Coppe nazionali | Coppe continentali | Coppe continentali | Coppe continentali | Altre coppe | Altre coppe | Altre coppe | Totale | Totale |
| Stagione        | Squadra         | Comp            | Pres       | Reti       | Comp            | Pres            | Reti            | Comp               | Pres               | Reti               | Comp        | Pres        | Reti        | Pres   | Reti   |
| --------------- | --------------- | --------------- | ---------- | ---------- | --------------- | --------------- | --------------- | ------------------ | ------------------ | ------------------ | ----------- | ----------- | ----------- | ------ | ------ |
| 2021-2022       | Genk            | D1              | 1          | 0          | CB              | -               | -               | UCL+UEL            | -                  | -                  | SB          | -           | -           | 1      | 0      |
| 2022-2023       | Genk            | D1              | 0          | 0          | CB              | 0               | 0               |                    | -                  | -                  |             | -           | -           | 0      | 0      |
| Totale carriera | Totale carriera | Totale carriera | 1          | 0          |                 | 0               | 0               |                    | -                  | -                  |             | -           | -           | 1      | 0      |

### Cronologia presenze e reti in nazionale
| Cronologia completa delle presenze e delle reti in nazionale ― Tanzania | Cronologia completa delle presenze e delle reti in nazionale ― Tanzania | Cronologia completa delle presenze e delle reti in nazionale ― Tanzania | Cronologia completa delle presenze e delle reti in nazionale ― Tanzania | Cronologia completa delle presenze e delle reti in nazionale ― Tanzania | Cronologia completa delle presenze e delle reti in nazionale ― Tanzania | Cronologia completa delle presenze e delle reti in nazionale ― Tanzania | Cronologia completa delle presenze e delle reti in nazionale ― Tanzania |
| Data                                                                    | Città                                                                   | In casa                                                                 | Risultato                                                               | Ospiti                                                                  | Competizione                                                            | Reti                                                                    | Note                                                                    |
| ----------------------------------------------------------------------- | ----------------------------------------------------------------------- | ----------------------------------------------------------------------- | ----------------------------------------------------------------------- | ----------------------------------------------------------------------- | ----------------------------------------------------------------------- | ----------------------------------------------------------------------- | ----------------------------------------------------------------------- |
| 15-3-2021                                                               | Nairobi                                                                 | Kenya                                                                   | 2 – 1                                                                   | Tanzania                                                                | Amichevole                                                              | -                                                                       | 85’                                                                     |
| 23-3-2022                                                               | Dar es Salaam                                                           | Tanzania                                                                | 3 – 1                                                                   | Rep. Centrafricana                                                      | Amichevole                                                              | -                                                                       | 84’                                                                     |
| 29-3-2022                                                               | Dar es Salaam                                                           | Tanzania                                                                | 1 – 1                                                                   | Sudan                                                                   | Amichevole                                                              | -                                                                       |                                                                         |
| 8-6-2022                                                                | Dar es Salaam                                                           | Tanzania                                                                | 0 – 2                                                                   | Algeria                                                                 | Qual. Coppa d'Africa 2023                                               | -                                                                       | 63’                                                                     |
| 24-3-2023                                                               | Ismailia                                                                | Uganda                                                                  | 0 – 1                                                                   | Tanzania                                                                | Qual. Coppa d'Africa 2023                                               | -                                                                       | 86’                                                                     |
| Totale                                                                  |                                                                         | Presenze                                                                | 5                                                                       |                                                                         | Reti                                                                    | 0                                                                       |                                                                         |